# أندرياس جاسبر
أندرياس جاسبر هو جندي وسياسي مجري، ولد في 23 نوفمبر 1804 في كيكسكيميت في المجر، وتوفي في 5 أغسطس 1884 في Biharia ‏ في رومانيا. انتخب عضو الجمعية الوطنية المجرية ‏.